# Calle 125 (línea de la Avenida Lenox)
La Calle 125 es una estación en la línea de la Avenida Lenox del metro de la ciudad de Nueva York. Localizada en la intersección de la Calle 125 (también conocida como Dr. Martin Luther King Jr Boulevard) y la Avenida Lenox (también conocida como Malcolm X Boulevard) en Harlem,  es utilizada por los servicios  y .
La plataforma de control está localizada en el nivel de la plataforma, y no hay conexión peatonal entre las dos plataformas. La estación cuenta con un nuevo nombre comprimido en tarjetas de terracota con el nombre de la Calle "125". Las vías y las plataformas en esta estación fueron totalmente reconstruidas durante el proyecto para combatir un problema de filtración de agua a lo largo de línea de la Avenida Lenox.
Las piezas de arte en esta estación datan de 1996 y se llaman Flying Home Harlem Heroes and Heroines, by Faith Ringgold.

## Conexiones de autobuses
- M60
- M100
- M101
- Bx15